# Grumes
Grumes (Grumés in dialetto cembrano) è una frazione di 438 abitanti del comune di Altavalle nella provincia di Trento. Fino al 31 dicembre 2015 ha costituito un comune autonomo, che confinava con i comuni di Grauno, Salorno (BZ), Segonzano, Sover e Valda.
Attraversato dall'Avisio, il paese è diviso in cantoni: Gregiòn, Dos, la Riù, Masi e Rella.

## Storia
Grumes fu sede di un'antica giurisdizione vescovile, che fu consegnata al vescovo di Trento nel 1185. Il castello fu distrutto nel XII secolo e si trovano tracce di muratura nei pressi della località Castelletto. Su questo castello sorgono numerose leggende: si narra che vi furono rinchiusi legati politici di papa Adriano IV.
Nel 1797 il paese fu assediato da una colonna francese, che proveniva dalla Val di Cembra.
Il 1º gennaio 2016 si è fuso con Faver, Grauno e Valda per formare il nuovo comune di Altavalle.

### Simboli

Vecchio stemma comunale

Lo stemma era stato adottato con deliberazione n. 87 dd. 29 novembre 1983 del Consiglio comunale, approvato con deliberazione della Giunta provinciale di Trento del 27 gennaio 1983, n. 1138/2-B e infine modificato con D.P.G. del 6 luglio 1984, n. 5242.

## Monumenti e luoghi d'interesse

### Architetture religiose
- Chiesa di Santa Lucia, parrocchiale, con gli affreschi del pittore Valentino Rovisi e il cimitero annesso sono cintati da un alto muro, vicino al quale si eleva un tiglio. La chiesa esisteva già dal 1497, ma l'attuale edificio è il risultato della ricostruzione del 1767 e dei successivi ampliamenti del 1843 e del 1896. Il campanile risalente al 1834 è separato dall'edificio principale ed ha una cupola a cipolla.

### Dintorni
- Dos de Castelèt: è un dosso roccioso dove si pone il Castello di Grumes, intorno al quale sorgono coltivazioni di viti.
- Roro e Rella: offrono una visione dei querceti che si trovano sulla sponda destra dell'Avisio.
- Larìo o la Riu: è un insediamento abitato costantemente da due persone. Alcuni turisti ripopolano l'abitato nei mesi estivi
- Masi: nella zona circostante sorgono numerosi masi e baite, segni di un'antropizzazione dell'ambiente.

## Società

### Evoluzione demografica
Abitanti censiti

## Economia
Le principali fonti di sostentamento sono: la vite, l'artigianato e il commercio del legno. Si sta sviluppando anche dal punto di vista industriale.

## Amministrazione
| Periodo       | Periodo          | Primo cittadino | Partito      | Carica  | Note |
| ------------- | ---------------- | --------------- | ------------ | ------- | ---- |
| 9 maggio 2005 | 31 dicembre 2015 | Simone Santuari | Lista civica | Sindaco |      |

### Variazioni amministrative
I comuni di Valda e Grauno furono aggregati a Grumes nel 1928, ma poco più di vent'anni dopo ottennero l'autonomia.